# Heidemarie Scherweit-Müller
Heidemarie Scherweit-Müller (* 24. Januar 1943 in Tannenhöhe/Ostpreußen; † 2. Juni 2014) war eine deutsche Politikerin der SPD und Mitglied der Hamburgischen Bürgerschaft.

## Leben
Scherweit-Müller war kaufmännische Angestellte und zum Teil freigestellt als Betriebsratsvorsitzende in einer großen Privatreederei (Hamburg Süd).
Sie  trat 1981 in die SPD ein und war von 1984 bis 1987 Mitglied im Landesvorstand der Arbeitsgemeinschaft für Arbeit. Von 1987 bis 1991 war sie  Kreisvorsitzende der Arbeitsgemeinschaft sozialdemokratischer Frauen in Hamburg-Wandsbek. 1987 wurde sie Kassiererin im SPD-Distrikt Wandsbek und Mitglied im SPD-Distriktvorstand. Von 1987 bis 1991 war sie Deputierte in der Behörde für Wirtschaft, Verkehr und Landwirtschaft. Sie war ehrenamtliche Richterin am Bundesarbeitsgericht.
Sie war von 1991 bis 2004 Mitglied der Hamburgischen Bürgerschaft. Sie saß für ihre Fraktion unter anderem im Ausschuss für Hafen, Wirtschaft und Landwirtschaft, Rechtsausschuss sowie im Eingabenausschuss. Zur Bürgerschaftswahl 2004 wurde sie von ihrer Partei nicht wieder aufgestellt.